# Canarino mannaro
Canarino mannaro, pubblicato il 21 ottobre 1994, è un album della cantante italiana Mina. Commercializzato anche in vinile nel formato di doppio Lp .

## Descrizione
«Voce da canarino (quando vuole) e voglia famelica (di canzoni) da lupo mannaro», Mina raggiunge con questo disco «livelli di eccellenza», perché, soprattutto «nell'album delle cose conosciute[,] ci sono vecchi e nuovi standard italiani, finalmente trattati come tali. Quindi con ritmica jazz e grande orchestra basiana dietro, come amavano Ella, Sarah e Diana (e Frank). Perché lei sta benissimo tra le voci bianche americane, un poco jazz degli anni '50 e '60». Il disco si apre con «una azzeccata rilettura» di Che m'importa del mondo, qui sapientemente trasformata in una vera e propria torch song e una «strepitosa Va bene, va bene così [che] esalta il Vasco Rossi autore di ballate». La «sofisticata e rarefatta» Wave di Jobim e grande successo di Sinatra lascia il posto a una «efficace» cover di un vecchio brano di Mango, Oro,  abilmente chiusa con una hit di Battisti, La canzone del sole, accennata dai suoi cloni, gli Audio2. Je so pazzo - «via di mezzo fra La pantera rosa e You Can Leave Your Hat On» - diventa qui «sfrontata e furente come solo il blues sa essere», mentre l'altra canzone in napoletano, Na voce 'na chitarra (e 'o poco 'e luna), «sarebbe perfetta per una commedia di Garinei e Giovannini», così come Someone Watch Over Me che contamina Crazy, chiusa a sua volta da una breve «rilettura alla Paperino» dello stesso brano. In chiusura, un rifacimento di Rosso, vecchio «brano di spensierata smemoratezza adolescenziale» della Carrà, in cui Mina pecca di «eccesso di snobismo», e la beatlesiana Come Together «tramutata in piccolo poema soul-jazz».
«Il secondo disco è dedicato alle canzoni inedite ed anche qui Mina si è concessa di più, guardandosi in giro e scegliendo meglio di come aveva fatto in passato». Così con Massimo Lopez intona una «bucolica, rarefatta e seducente» Noi e «risulta particolarmente felice[,] per pathos interpretativo e affiatamento artistico» l'accoppiata Mina-Cocciante nella traccia Amore. Il terzo duetto, Rotola la vita con gli Audio2, «è davvero una sorpresa che scuote l'appassionato ma lineare scorrimento del disco». «C'è poi una follia vocale e strumentale intitolata Tu dimmi che città [in cui] lei canta con una timbrica che sta fra Minni e Madonna e mentre sta in fila dal dentista si legge gli annunci [a luci rosse] di Secondamano». In onda della coppia Salvatore-Panico ha «una struttura di gran classe dove lo swing è sovrano», mentre Pani firma le «nobili melodie» di Tornerai qui da me e Fosse vero (già incisa da Massimiliano nel suo secondo album Storie per cani sciolti e qui stranamente inserita tra gli inediti). In chiusura, un momento «molto minoso» (Continuando) e un altro «ammaliante [con] la cupa e melodrammatica» Impagliatori d'aquile.
In definitiva «Canarino mannaro si lascia ascoltare meglio dei precedenti lavori e propone una Mina più umana, almeno apparentemente, di quella che abbiamo visto navigare mille volte, con mestiere e abilità ma anche con una certa freddezza, fra tante canzoni».

## Genesi dei brani
- Il brano Tu dimmi che città è in realtà una cover di una canzone di Cristina D'Avena[13] prodotta nel 1988. Nel 1994 Massimiliano Pani, figlio di Mina nonché autore di numerose sigle per cartoni animati tra gli anni '80 e i primi anni '90, tornò a collaborare con Alessandra Valeri Manera, capostruttura della fascia ragazzi Mediaset dal 1980 al 2001, con la quale aveva scritto negli anni precedenti numerosi pezzi per l'animazione televisiva.  Questa volta però la collaborazione nacque per scrivere un pezzo di Mina. Da lì a poco la cantante avrebbe lanciato l'album Canarino mannaro e il disco necessitava di un pezzo ironico, così il maestro Pani propose a Valeri Manera di ripescare una canzone scritta 6 anni prima per Cristina D'Avena: si trattava del brano Sempre attento al regolamento, scritto da Valeri Manera e musicato da Pani nel 1988, pubblicato nell'album Palla al centro per Rudy. Il brano di Cristina D'Avena, originariamente a tema calcistico, si prestava particolarmente bene ad un giochino adatto al disco di Mina, così fu riarrangiato, il testo riscritto da Valeri Manera in collaborazione con Alberto De Martini e il brano, fu pubblicato da Mina all'interno del suo album con il titolo Tu dimmi che città. Valeri Manera si firmò Tippete.
- Il brano Amore, originariamente pubblicato dal suo autore Maurizio Monti, era già stato inciso da Gilda Giuliani nel 1976. Molti anni dopo, il testo fu appositamente rielaborato in funzione del duetto fra Mina e Cocciante, che la incisero anche in versione spagnola (nel disco di Riccardo Cocciante Un hombre feliz e nell'album Nostalgias di Mina, inedito in Italia e pubblicato nel 1998 in terra iberica).
- Il brano Rosso è stato notato dalla cantante durante una puntata dello show Non è la RAI nella versione di Francesca Gollini[senza fonte].
- Il brano Impagliatori d'aquile è stato ripreso dalla cantante greca Eleonora Zouganeli, col titolo Stathero (Σταθερό), ed è stato uno dei brani dell’estate greca 2021[senza fonte].

## Tracce

Disco 1 / CD 1
1. Che m'importa del mondo – 3:55 (testo: Franco Migliacci – musica: Luis Bacalov)
2. Va bene, va bene così – 5:30 (testo: Vasco Rossi – musica: Roberto Casini, Domenico Camporeale)
3. Wave (Vou te contar) – 5:07 (Antônio Carlos Jobim)
4. Oro / La canzone del sole (feat. Audio 2) – 6:03
5. Il posto mio – 5:29 (testo: Alberto Testa – musica: Tony Renis)
6. Je so' pazzo – 3:43 (Pino Daniele)
7. Na voce 'na chitarra (e 'o poco 'e luna) – 4:37 (testo: Ugo Calise – musica: Carlo Alberto Rossi)
8. Crazy – 5:46 (Willie Nelson)
9. Rosso – 4:29 (testo: Gianni Boncompagni, Giancarlo Magalli – musica: Franco Bracardi)
10. Come Together – 7:42 (John Lennon, Paul McCartney)

Disco 2 / CD 2
1. Noi (feat. Massimo Lopez) – 5:27 (Mauro Santoro)
2. Fosse vero – 4:23 (testo: Alberto De Martini – musica: Massimiliano Pani)
3. Rotola la vita (feat. Audio2) – 4:48 (Giovanni Donzelli, Vincenzo Leomporro)
4. Tu dimmi che città – 4:05 (testo: Alberto De Martini, Tippete – musica: Massimiliano Pani)
5. Non è niente – 5:02 (Giovanni Donzelli, Vincenzo Leomporro)
6. Amore (feat. Riccardo Cocciante) – 5:20 (testo: Maurizio Monti – musica: Riccardo Cocciante)
7. In onda – 4:41 (testo: Gianfranco Salvatore – musica: Lello Panico)
8. Tornerai qui da me – 4:59 (testo: Samuele Cerri – musica: Massimiliano Pani)
9. Continuando – 4:23 (Giovanni Di Gennaro)
10. Impagliatori d'aquile – 4:12 (Samuele Cerri)

## Formazione
- Mina – voce, cori
- Danilo Rea – pianoforte, Fender Rhodes, organo Hammond
- Massimo Moriconi – basso, contrabbasso
- Roberto Gallinelli – basso
- Danilo Minotti – chitarra
- Ellade Bandini – batteria
- Paolo Carta – chitarra acustica, chitarra elettrica
- Massimiliano Pani – tastiera, cori, chitarra
- Maurizio Dei Lazzaretti – batteria
- Leonardo De Amicis – tastiera
- Emanuela Borzi – batteria
- Paolo Gianolio – chitarra acustica, slide guitar, chitarra classica, chitarra elettrica
- Alfredo Golino - batteria
- Andrea Braido – chitarra
- Giovanni Imparato – percussioni
- Riccardo Fioravanti – contrabbasso
- Emilio Soana – tromba
- Pippo Colucci – tromba
- Davide Ghidoni – tromba
- Fernando Brusco – tromba
- Mauro Parodi – trombone
- Pierluigi Salvi – trombone
- Alessandra Perinotti – trombone
- Franco Ambrosetti – flicorno
- Maurizio Giammarco – sassofono soprano, flauto
- Giancarlo Porro – sassofono baritono
- Claudio Wally Allifranchini – sassofono tenore
- Paolo Barbieri – sassofono tenore
- Gabriele Comeglio – sax alto, flauto
- Ada Rovatti – sax alto
- Samuele Cerri, Susy Wender, Emanuela Cortesi, Monica Magnani, Simonetta Robbiani - cori

## Classifiche

### Classifiche settimanali
| Classifica (1994) | Posizione massima |
| ----------------- | ----------------- |
| Europa            | 30                |
| Italia            | 1                 |

### Classifiche di fine anno
| Classifica (1994) | Posizione |
| ----------------- | --------- |
| Italia            | 12        |